# CdZ-Gebiet Elsaß
Das CdZ-Gebiet Elsaß bestand unter deutscher Verwaltung während des Zweiten Weltkriegs von 1940 bis 1944 und war räumlich identisch mit den Départements Bas Rhin (Bezirk Niederrhein) und Haut Rhin (Bezirk Oberrhein). Es handelte sich dabei um französisches Gebiet, das unter einem deutschen Chef der Zivilverwaltung (CdZ) stand und zur Eingliederung in das Deutsche Reich vorgesehen war.

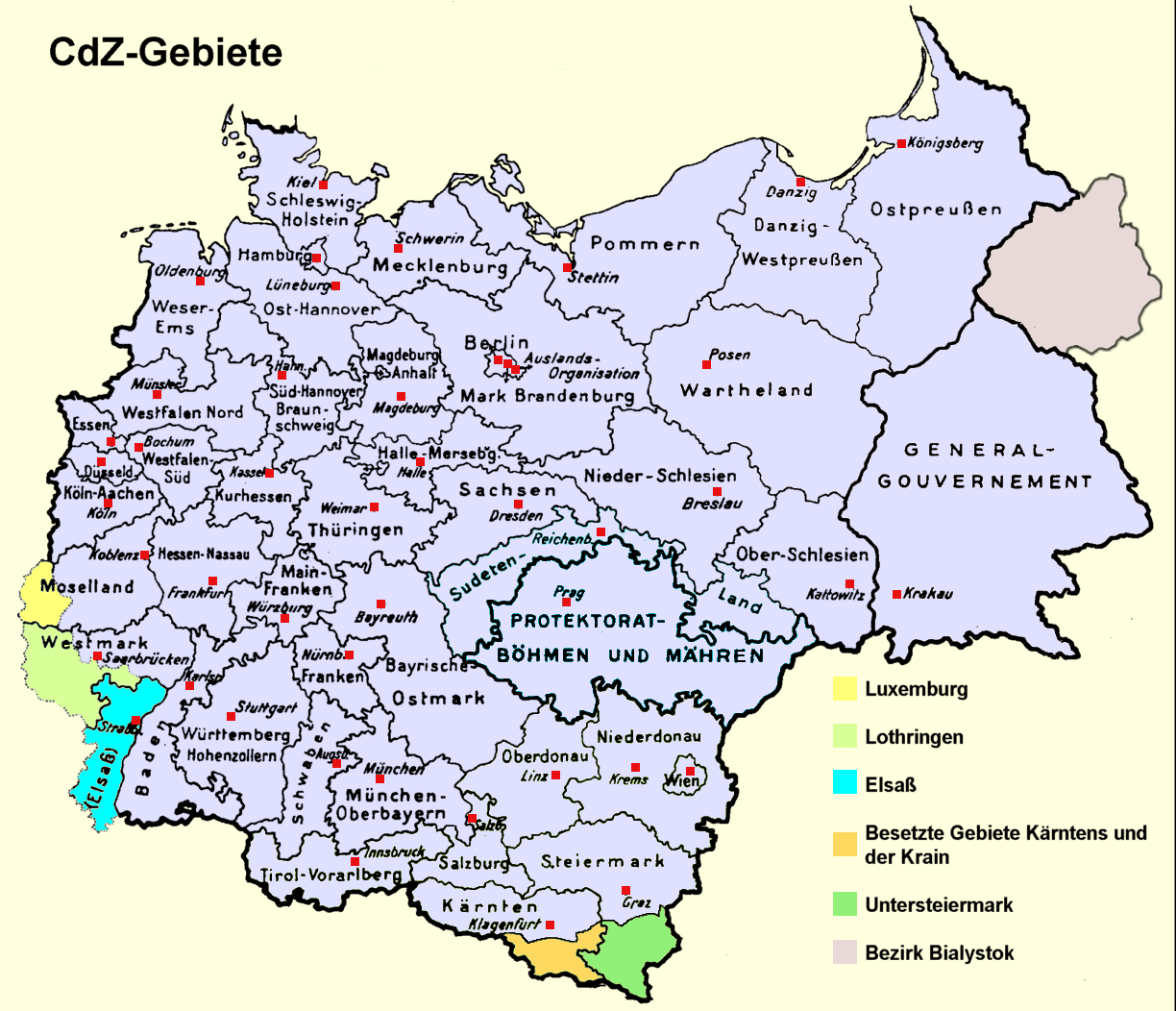
CdZ-Gebiete um 1941

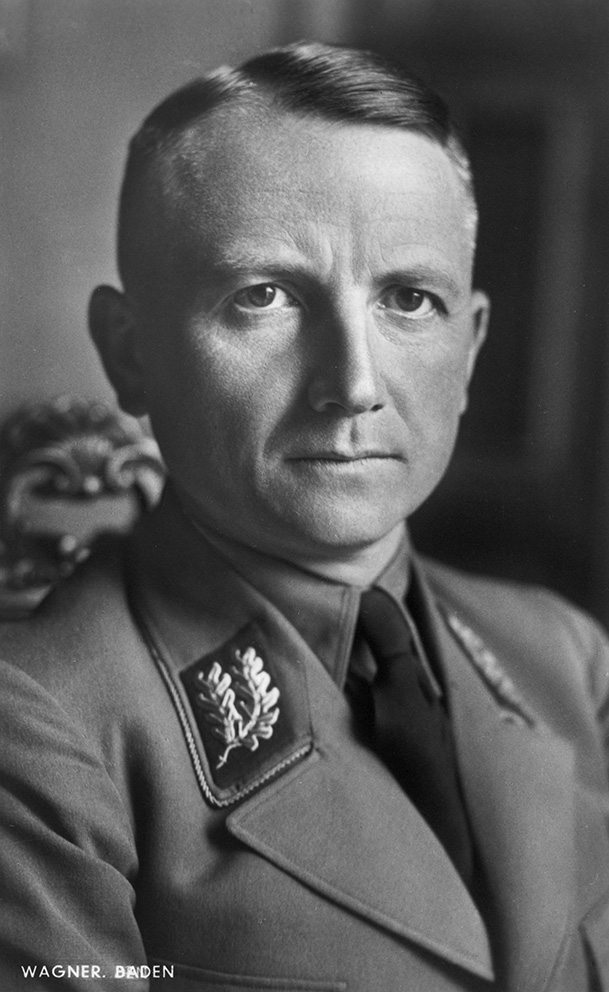
CdZ Robert Wagner

## Geschichte
Mit dem Abschluss des Westfeldzugs 1940 besetzte zunächst die deutsche Wehrmacht das Elsaß, unterstellte es einer reichsdeutschen „Zivilverwaltung“ und schloss es mit dem Gau Baden zum neuen Gau Baden-Elsass zusammen. Durch die Annexion (de facto) übernahm der NS-Staat die Landesherrschaft; zur offiziellen Abtretung des Gebietes durch Verträge (de jure) mit Frankreich kam es aufgrund des weiteren Kriegsgeschehens aber nicht mehr.
Robert Wagner, der Gauleiter von Baden und Chef der Zivilverwaltung im Elsaß, betrieb unabhängig von der Muttersprache eine gewaltsame Germanisierungspolitik, bei der 45.000 Menschen aus dem Elsass verwiesen bzw. deportiert wurden, sofern sie nicht zuvor während des „Sitzkrieges“ von der französischen Regierung evakuiert worden waren. Auf Wagners Initiative hin wurden im August 1942 mit der „Verordnung über die Staatsangehörigkeit im Elsaß, in Lothringen und in Luxemburg vom 23. August 1942“ (RGBl. I. S. 533) auch elsässische Männer, die nach den Bedingungen des Waffenstillstands von Compiègne nach wie vor französische Staatsbürger waren, zu deutschen Staatsangehörigen erklärt.
Von den etwa 130.000 zwischen 1942 und 1944 als Volksdeutsche in die Wehrmacht und die Waffen-SS zwangsrekrutierten Elsässern und Lothringern (darunter auch viele Freiwillige) kamen etwa 42.500 ums Leben. Die meisten der im Elsass Malgré-nous (sinngemäß: gegen unseren Willen) genannten Soldaten waren an der Ostfront eingesetzt worden. Zuvor waren viele Elsässer von der französischen Armee rekrutiert worden, es gab jedoch auch elsässische Freiwillige der Waffen-SS. So wurden 14 Elsässer für die Teilnahme am Massaker von Oradour verurteilt, das von der 3. Kompanie des SS-Panzergrenadier-Regiment 4 „Der Führer“ der 2. SS-Panzer-Division „Das Reich“ begangen wurde.
Wenige Elsässer gehörten dem französischen Widerstand (Résistance) an. In einer Offensive vom 12. November bis zum 19. Dezember 1944 rückten US-Truppen unter Beteiligung der neuformierten französischen 1re Armée in weite Teile des CdZ-Gebiets Elsaß ein und eroberten es für Frankreich zurück. Dem Vormarsch der Alliierten entzog sich Wagner  im November 1944 durch Flucht über den Rhein. Bis zum Schluss versuchte er, ihnen militärischen Widerstand entgegenzusetzen. Er errichtete zuerst in Baden-Baden einen Befehlsstand und kehrte während der Ardennenoffensive sogar nochmals ins Elsaß zurück. Als „Reichsverteidigungskommissar für den Verteidigungsbezirk Baden und Elsaß“ mobilisierte er bis Kriegsende 22 Bataillone des Volkssturms und ließ Flugblätter verbreiten, die zu Sabotageakten in bereits von den Alliierten besetzten Gebieten aufriefen.
Einige Teile des Nordelsass kamen erst im März 1945 durch die Operation Undertone unter ihre Kontrolle.

## Verwaltungsgliederung
Zunächst blieb die französische Einteilung bestehen, die Arrondissements wurden deutsche Kreise. Es erfolgten folgende Umbenennungen:
Umbenennung der Arrondissements:
- Colmar-Ville in Stadtkreis Colmar,
- Mulhouse-Ville in Stadtkreis Mülhausen,
- Strasbourg-Ville in Stadtkreis Straßburg.

Umbenennung der Arrondissements:
- Colmar-Pays in Colmar (später Kolmar),
- Guébwiler in Gebweiler,
- Haguenau in Hagenau,
- Mulhouse-Pays in Mülhausen,
- Ribeauville in Rappoltsweiler,
- Saverne in Zabern,
- Sélestat in Mülhausen,
- Strasbourg-Pays in Straßburg,
- Wissembourg in Weißenburg.

Umbenennung der Departements:
- Bas Rhin in Bezirk Oberrhein
- Departement Haut Rhin in Bezirk Niederrhein

## Kommunalverfassung
Zunächst galt das bisherige französische Kommunalrecht fort.
Am 1. Januar 1941 wurde die im Deutschen Reich gültige Deutsche Gemeindeordnung vom 30. Januar 1935 eingeführt, welche die Durchsetzung des Führerprinzips auf Gemeindeebene vorsah. Hierzu erging am 1. Februar 1941 eine Durchführungsverordnung, wonach aus mehreren Gemeinden gemeinschaftliche Bürgermeistereien gebildet werden konnten.
Am 1. August 1941 trat die die Verordnung über die Landkreisselbstverwaltung im Elsaß (Landkreisordnung) vom 18. Juli 1941 in Kraft.

## Justiz
Ab 1. November 1940 galten im Elsass das deutsche Gerichtsverfassungsgesetz und die Zivilprozessordnung. Die bisherigen Kantonsgerichte wurden in Amtsgerichte, die bisherigen Gerichte 1. Instanz in Landgerichte umgewandelt. Das Landgericht Straßburg war dem Oberlandesgericht Kolmar unterstellt.
Zur politischen Erziehung ließ Wagner in Straßburg ein Sondergericht einrichten. Nur der Todesstrafe komme Abschreckungswirkung zu – so Wagner –, und so verhängte dieses Sondergericht besonders viele Todesurteile. Wagner nahm vor den Sitzungen des Sondergerichts Einsicht in die Ermittlungsakten und pflegte mit dem Präsidenten des Gerichts, Huber, und dem Staatsanwalt, Simon, das Strafmaß festzulegen. 1943 wurde auch der Kreisleiter von Rappoltsweiler (heute: Ribeauvillé) Walther Kirn vom Sondergericht Straßburg als Volksschädling zu neun Jahren Zuchthaus verurteilt.

## Post
Zwischen dem 17. Juli und dem 28. August 1940 wurden deutsche Dienstpostämter im CdZ-Gebiet Elsaß eingerichtet. Vom 1. Januar 1942 galten nur noch die im Altreich üblichen Postwertzeichen. Mit dem 1. September 1943 wurde die Aufnahme des allgemeinen (Reichs-)Postdienstes verfügt, so dass die bisherige deutsche Dienstpost ihren Betrieb einstellen konnte.

## Sonstige CdZ
- CdZ-Gebiet Untersteiermark
- CdZ-Gebiet Lothringen
- CdZ-Gebiet Luxemburg
- CdZ-Gebiet Kärnten und Krain

## Personen
- Robert Wagner (1895–1946), Gauleiter, Reichsstatthalter und Chef der Zivilverwaltung CdZ Elsaß
- Rudolf Lohse (1904–1944), SS- und Polizeiführer Elsaß (CdZ-Gebiet Elsaß) ab 1940
- Friedrich Suhr (1907–1946), SS- und Polizeiführer Oberelsaß (ab 1944)